# A magyar ifjúsági irodalom alakjai (emlékérmesor)
A magyar ifjúsági irodalom alakjai emlékérmesor.

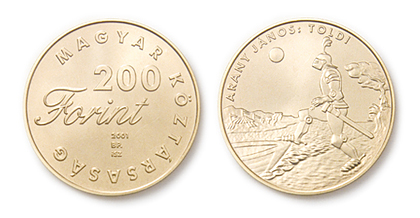
Arany János: Toldi-emlékérme, 2001, Magyar Nemzeti Bank, tervező: ifj. Szlávics László

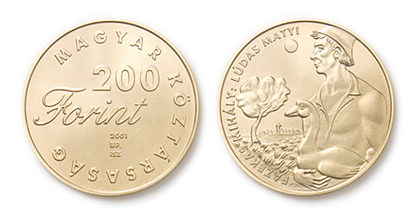
Fazekas Mihály: Lúdas Matyi-emlékérme, 2001, Magyar Nemzeti Bank, tervező: ifj. Szlávics László

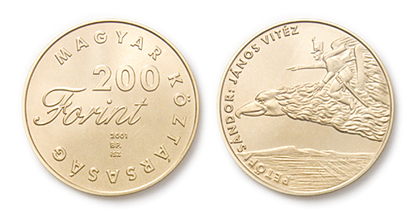
Petőfi Sándor: János vitéz-emlékérme, 2001, Magyar Nemzeti Bank, tervező: ifj. Szlávics László

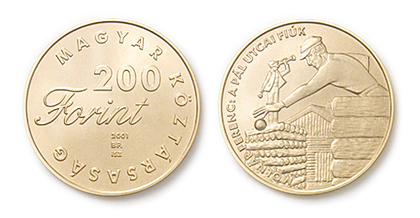
Molnár Ferenc: A Pál utcai fiúk-emlékérme, 2001, Magyar Nemzeti Bank, tervező: ifj. Szlávics László

A négy darabból álló érmesorozat azonos előlappal jelent meg, ahol a Magyar Köztársaság körirat, 200 forint értékjelzés, a BP verdejel és a verés évszáma, 2001 szerepel. A hátoldalon Arany János Toldi, Fazekas Mihály Lúdas Matyi, Petőfi Sándor János vitéz, Molnár Ferenc A Pál utcai fiúk című műve alapján készült egy-egy illusztráció látható.
A Magyar Posta Zrt. ennek a négy érmének a felhasználásával adott ki első ízben érmés képeslapsorozatot. Ezért az emlékpénz megtervezése során követelmény volt, hogy az érmén szereplő kompozíció a levelezőlapon kiterjeszthető „tovább rajzolható” legyen. A tervezésre felkért éremművészek pályamunkái közül ifj. Szlávics László alkotásait választotta a szakértői bizottság megvalósításra.

## Érmék adatai
- Kibocsátó: Magyar Nemzeti Bank
- Tervező: ifj. Szlávics László
- Gyártó: Magyar Pénzverő Zrt.
- Kibocsátás: 2001. augusztus 1.
- Névérték 200 forint
- Anyag:	CuNiZn
- Átmérő: 29,2 mm
- Súly: 9,4 g
- Széle: sima
- Kibocsátott mennyiség
  - Proof minőségben: 5000 db/téma
  - BU minőségben: 12 000 db/téma

## A képeslapsorozat
Értékbenyomásos levelezőlapok a Magyar Nemzeti Bank által kibocsátott 200 forintos címletű, rézötvözetű emlékérmék verdefényes minőségben vert változatát tartalmazzák. A 81 Ft értékbenyomású levelezőlapok Tóth Yoka Zsolt grafikusművész tervei alapján készültek. Ofszetnyomtatással, az Állami Nyomda Nyrt.-ben 250 grammos matt műnyomópapíron, 10 000 példányban gyártották. Méretei a postai levelezőlap szabvánnyal megegyező 150 × 105 mm. A kibocsátás időpontja 2001. augusztus 1.